# Ahmad Alenemeh
Ahmad Alenemeh (tiếng Ba Tư: احمد آل نعمه, sinh ngày 20 tháng 10 năm 1982) là một cầu thủ bóng đá người Iran hiện tại thi đấu cho Naft Tehran ở Persian Gulf Pro League. Anh được biết đến với khả năng dứt điểm.

## Sự nghiệp câu lạc bộ
Anh có màn trình diễn xuất sắc cho Foolad và ghi những pha sút xa tuyệt vời vào lưới Esteghlal và Persepolis. Anh chuyển đến Sepahan thi đấu mùa giải 2009–10, chủ yếu ở vị trí hậu vệ trái. Anh chuyển đến Shahin Bushehr mùa giải kế tiếp và ở đó 1 mùa giải trước khi gia nhập Tractor Sazi nơi anh giúp câu lạc bộ có được vị trí thứ 2. Vào mùa hè năm 2012 Alenemeh gia nhập Naft Tehran. Năm 2014 Alenemeh giúp Naft về đích thứ 3 và có suất tham dự AFC Champions League.
Ngày 14 tháng 7 năm 2014, Alenemeh trở lại Tractor Sazi cùng với việc ký bản hợp đồng thời hạn đến năm 2019.

### Thống kê sự nghiệp câu lạc bộ
Cập nhật gần đây nhất: 22 tháng 10 năm 2014 
| Thành tích câu lạc bộ | Thành tích câu lạc bộ | Thành tích câu lạc bộ | Giải vô địch | Giải vô địch | Cúp       | Cúp       | Châu lục | Châu lục  | Tổng cộng | Tổng cộng |
| Mùa giải              | Câu lạc bộ            | Giải vô địch          | Số trận      | Bàn thắng    | Số trận   | Bàn thắng | Số trận  | Bàn thắng | Số trận   | Bàn thắng |
| Iran                  | Iran                  | Iran                  | Giải vô địch | Giải vô địch | Cúp Hazfi | Cúp Hazfi | Châu Á   | Châu Á    | Tổng cộng | Tổng cộng |
| --------------------- | --------------------- | --------------------- | ------------ | ------------ | --------- | --------- | -------- | --------- | --------- | --------- |
| 2004–05               | Esteghlal Ahvaz       | Pro League            | 22           | 2            | 1         | 0         | -        | -         | 23        | 2         |
| 2005–06               | Esteghlal Ahvaz       | Pro League            | 24           | 2            | 0         | 0         | -        | -         | 24        | 3         |
| 2006–07               | Esteghlal Ahvaz       | Pro League            | 16           | 0            | 0         | 0         | -        | -         | 16        | 0         |
| 2007–08               | Foolad                | Hạng đấu 1            | 20           | 4            | 5         | 1         | -        | -         | 25        | 5         |
| 2008–09               | Foolad                | Pro League            | 32           | 5            | 3         | 0         | -        | -         | 35        | 5         |
| 2009–10               | Sepahan               | Pro League            | 25           | 2            | 1         | 0         | 3        | 0         | 29        | 2         |
| 2010–11               | Shahin                | Pro League            | 27           | 0            | 1         | 0         | -        | -         | 28        | 0         |
| 2011–12               | Tractor Sazi          | Pro League            | 19           | 1            | 0         | 0         | -        | -         | 19        | 1         |
| 2012–13               | Naft Tehran           | Pro League            | 30           | 3            | 0         | 0         | -        | -         | 30        | 3         |
| 2013–14               | Naft Tehran           | Pro League            | 24           | 1            | 1         | 0         | -        | -         | 25        | 1         |
| 2014–15               | Tractor Sazi          | Pro League            | 11           | 0            | 0         | 0         | 0        | 0         | 11        | 0         |
| 2014–15               | Foolad                | Pro League            | 13           | 2            | 0         | 0         | 6        | 0         | 19        | 2         |
| 2015–16               | Padideh               | Pro League            | 0            | 0            | 0         | 0         | -        | -         | 0         | 0         |
| Tổng cộng sự nghiệp   | Tổng cộng sự nghiệp   | Tổng cộng sự nghiệp   | 263          | 22           | 12        | 1         | 9        | 0         | 274       | 23        |

- Kiến tạo

| Mùa giải | Đội bóng        | Kiến tạo |
| -------- | --------------- | -------- |
| 06–07    | Esteghlal Ahvaz | 1        |
| 08–09    | Foolad          | 1        |
| 10–11    | Shahin          | 0        |
| 11–12    | Tractor Sazi    | 0        |
| 12–13    | Naft Tehran     | 1        |
| 13–14    | Naft Tehran     | 3        |
| 14–15    | Tractor Sazi    | 0        |

## Sự nghiệp quốc tế

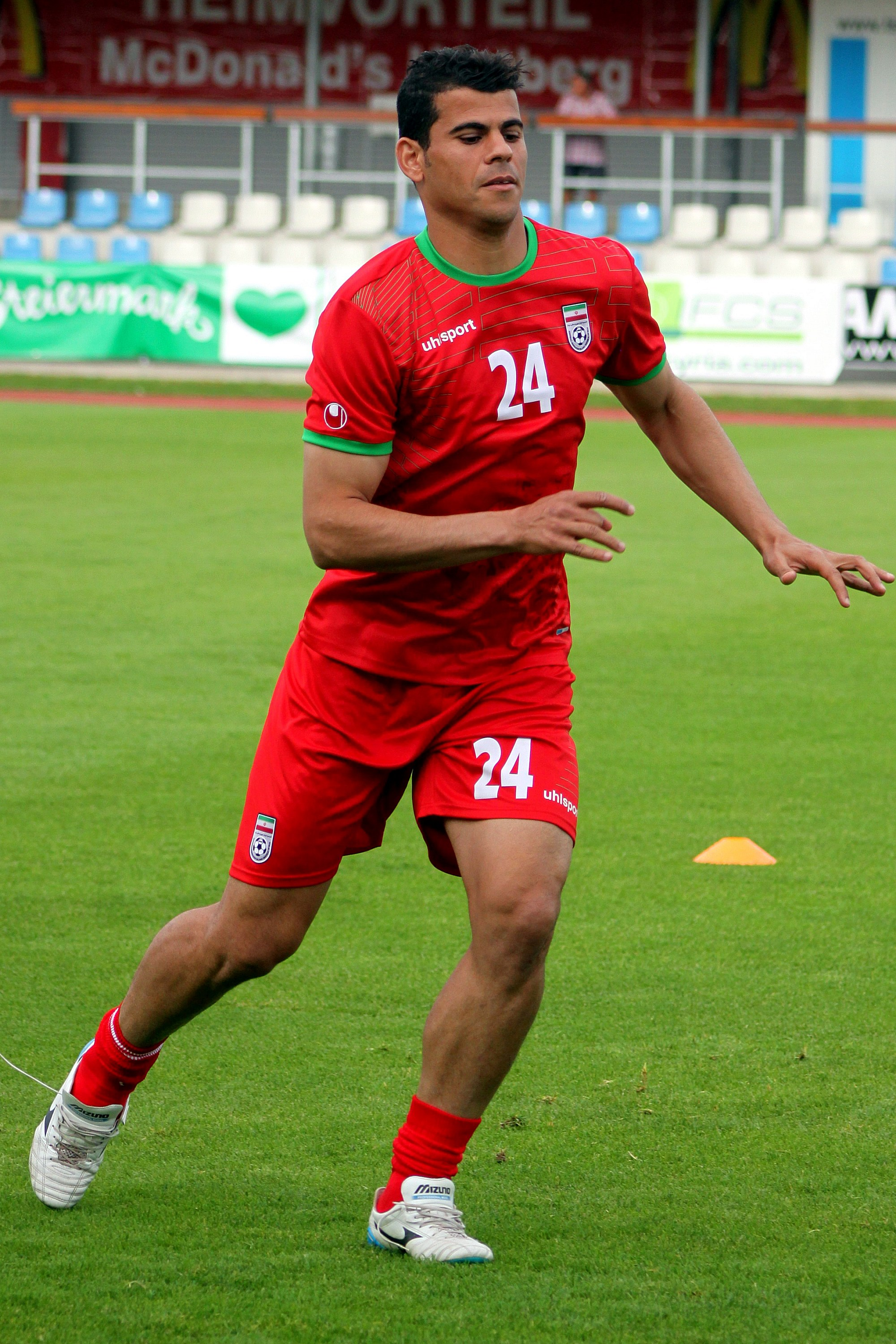
Alenemeh trước trận đấu của Iran với Montenegro, 26 tháng 5 năm 2014

Anh bắt đầu thi đấu cho Team Melli ở Giải vô địch bóng đá Tây Á 2008. Ngày 1 tháng 6 năm 2014, anh được triệu tập vào đội hình của Iran tham dự Giải vô địch bóng đá thế giới 2014 dẫn dắt bởi Carlos Queiroz.

### Bàn thắng quốc tế
Tỉ số và kết quả liệt kê bàn thắng của Iran trước.
| # | Ngày                | Địa điểm                    | Đối thủ | Tỉ số | Kết quả | Giải đấu                        |
| - | ------------------- | --------------------------- | ------- | ----- | ------- | ------------------------------- |
| 1 | 11 tháng 8 năm 2008 | Sân vận động Takhti, Tehran | Qatar   | 2–0   | 6–1     | Giải vô địch bóng đá Tây Á 2008 |

## Danh hiệu

### Câu lạc bộ
Sepahan
- Iran Pro League (1): 2009–10

Naft Tehran
- Cúp Hazfi (1): 2016–17

### Quốc gia
Iran
- WAFF Championship (1): 2008